# Крупа Ілона Юріївна
Ілона Юріївна Крупа (нар. 2007, Львів, Україна) — українська гімнастка. Чемпіонка України в багатоборстві. Майстер спорту України.

## Біографія
Навчається в Львівському фаховому коледжі спорту.

## Спортивна кар'єра
Спортивною гімнастикою займається з 4 років. Тренується в львівській комплексній обласній дитячо-юнацькій спортивній школі № 1. Тренер — Надія Гаврищук

#### 2023
На чемпіонаті України зі спортивної гімнастики здобула перемогу в багатоборстві, вправах на брусах та колоді, срібло — у вільних вправах та бронзу — в опорному стрибку, завдяки чому була включена до складу збірної України на чемпіонат Європи.

## Результати на турнірах
| Рік  | Змагання                            | КБ | ІБ  | Опорний стрибок | Різновисокі бруси | Колода | Вільні вправи |
| ---- | ----------------------------------- | -- | --- | --------------- | ----------------- | ------ | ------------- |
| 2023 | Чемпіонат України, м. Кропивницький |    | 1   | 3               | 1                 | 1      | 2             |
| 2023 | Чемпіонат Європи                    | 16 | 49  |                 | 44                | 70     | 69            |
| 2023 | Чемпіонат світу                     |    | 110 |                 | 121               | 152    | 140           |